# Nagy-Cseremsan
A Nagy-Cseremsan (oroszul: Большой Черемшан) folyó Oroszország európai részén, Tatárföldön, az Uljanovszki- és a Szamarai területen. Eredetileg a Volga, most már a Kujbisevi-víztározó bal oldali mellékfolyója.

## Földrajz
Hossza: 336 km, vízgyűjtő területe: 11 500 km², évi közepes vízhozama: 35,4 m³/sec.
A Bugulma–Belebeji-hátságon ered. Kezdetben északnyugati irányba, majd Cseremsan falutól délnyugat felé folyik. Korábbi alsó szakasza a duzzasztást követően széles öböllé változott, így most a Kujbisevi-víztározó öblébe torkollik. Torkolatánál fekszik a nagy iparváros, Dimitrovgrád, korábbi nevén Melekessz.
A folyót főként hóolvadék táplálja. Novembertől áprilisig befagy, a tavaszi jégzajlás kb. 4 napig tart. Április–májusban folyik le az éves vízmennyiség kb. 70%-a. 
Jelentősebb, jobb oldali mellékfolyói a Nagy-Szulcsa (117 km) és az észak felől betorkolló Kis-Cseremsan (213 km).